# 冲绳绿蟹蛛
冲绳绿蟹蛛（学名：Oxytate hoshizuna）为蟹蛛科绿蟹蛛属的动物。分布于日本以及中国大陆的广西、浙江、安徽等地，常栖息于矮竹林。该物种的模式产地在日本。